# Бахарев, Вячеслав Владимирович
Вячеслав Владимирович Бахарев (род. 23 марта 1973, Свердловск) — российский футболист, выступавший на позиции полузащитника. Играл в высших дивизионах России и Украины. Мастер спорта России.

## Биография
Воспитанник свердловской ДЮСШ «Уралмаш». На взрослом уровне дебютировал в 18-летнем возрасте, 17 апреля 1991 года в составе «Уралмаша» в матче Кубка СССР против «Экибастузца», и в этом же матче забил свой первый гол за команду. Большую часть первого сезона провёл в любительских соревнованиях в составе фарм-клуба «Уралмаша» — «МЦОП Металлург» из Верхней Пышмы.
В высшем дивизионе чемпионата России дебютировал 18 октября 1992 года в игре против «Шинника», выйдя на замену на 78-й минуте вместо Дмитрия Нежелева. Во втором своём матче, 10 ноября 1992 года против «Кубани», забил свой первый гол в высшей лиге. В первых сезонах нечасто выходил на поле за основную команду и больше играл за дубль. В 1995 году стал получать больше игрового времени и провёл 18 матчей за сезон. Всего в высшей лиге России сыграл 30 матчей и забил 1 гол.
В 1996 году покинул «Уралмаш» и в течение двух сезонов выступал за «Носту» во втором дивизионе.
В начале 1998 года перешёл в одесский «Черноморец». Дебютный матч за команду сыграл 9 марта 1998 года в Кубке Украины против «Нефтяника» из Ахтырки. В чемпионате страны дебютировал 17 марта 1998 года в игре с «Днепром». Всего за оставшуюся часть сезона сыграл в 12 матчах высшей лиги, а его команда вылетела в первую лигу. В следующем сезоне выходил на поле в 15 матчах первой лиги и во время зимнего перерыва вернулся в Россию.
С 1999 года в течение пяти сезонов выступал за «Урал» во втором и первом дивизионах. В 2002 году стал победителем зонального турнира второго дивизиона. Завершил спортивную карьеру в 30-летнем возрасте. Затем продолжал выступать на любительском уровне, в том числе в 2009—2010 годах играл за «Урал» (Ирбит) во второй группе чемпионата Свердловской области.
В 2010-е годы выступает в Екатеринбурге в соревнованиях ветеранов. Играл в матчах, посвящённых 60-летию Владимира Калашникова и проводам из большого футбола Андрея Данилова.